# Joan Colom i Agustí
Joan Colom i Agustí (Arenys de Mar, 1879-1964) fue un pintor paisajista español. 
Autodidacta, estudió los grandes maestros del Museo del Prado y tuvo contacto en París con el impresionismo. Después de largos viajes y de vivir diversas aventuras y desventuras dignas de una novela, Colom adquirió gran renombre como pintor impresionista y como dibujante, faceta esta última en la que destacó colaborando con el semanario Papitu con el seudónimo de "Adam". Comenzó su obra en estilo impresionista, pero luego retornó al realismo y narró en sus paisajes escenas populares y típicas de Cataluña. Fue uno de los paisajistas catalanes más cotizados del segundo cuarto del siglo XX.
De su obra cabe destacar los paisajes pintados al óleo y los aguafuertes. Tenía muy en cuenta la ambientación y la luz propia de cada sitio, y solía agrupar elementos humanos con un sentido soberbio de la integración de la figura. Expuso en diversas salas de prestigio, sobre todo en París, Londres (donde se exilió en 1937), Barcelona y Arenys de Mar. Gran parte de su obra figura en el Museo de Arte Contemporáneo de Barcelona, el Museo Reina Sofía de Madrid y alguna en el Museo de Montserrat.